# Битка код Босре
Битка код Босре вођена је 634. године између војске Византијског царства са једне и војске Праведног калифата са друге стране. Битка је део Византијско-арапских ратова, а завршена је победом муслимана.

## Битка
Византијску војску предводио је цар Ираклије, а муслиманску Халид ибн Валид. Византинци су имали три пута већу војску од муслимана. Она је бројала око 12.000 људи, док муслимани нису имали више од 4.000 војника. Ипак, захваљујући фактору изненађења и спретним маневрима, Халид је успео да непријатељима нанесе пораз. Византинци су изгубили 8000, а муслимански губици су били минимални.